# Piteo (arquitecto)

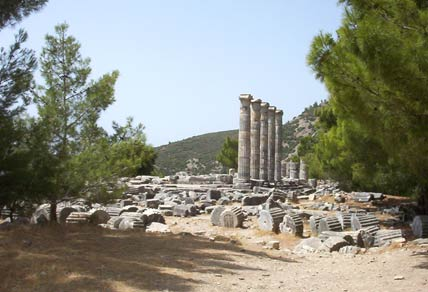
Templo de Atenea en Priene.

Piteo fue uno de los más renombrados arquitectos de la  Antigua Grecia del siglo IV a. C.. También cultivó la escultura.
Menospreció el orden dórico, según Vitrubio (IV.3.1), por los "fallos e incongruencias" causados por el inconveniente de la posición de los triglifos y cultivó en su lugar el orden jónico, con el que construyó el templo de Atenea en Priene sobre el 340-330 a. C.. La inscripción de la dedicatoria, que se encuentra en el Museo Británico, recuerda que su fundador fue Alejandro Magno.
En este templo jónico, Piteo incluyó el opistódomo, hasta ahora característico del orden dórico y su influencia fue tal, que a partir de entonces, casi ningún otro templo jónico carecerá de él, lo mismo que impuso el principio de que las columnas de estos templos tuvieran 24 acanaladuras.
Pitio también hizo una gran cuadriga en mármol que coronaba el Mausoleo de Halicarnaso. Vitruvio (I.1.12 y VII.Introducción.12) menciona dos veces los perdidos "Comentarios" de Piteo, donde explicaba su sistema de proporciones en Priene.
Pitio y el también arquitecto y escultor Sátiro de Paros también se destacaron por ser los codiseñadores del gran mausoleo de Halicarnaso. Tras el incendio provocado en el Templo de Artemisa en Éfeso en el 356 a. C., la obra de reconstrucción del nuevo templo se le asigna al arquitecto Dinócrates, que estuvo influido por Piteo.